# Józef Sałaciński
Józef Sałaciński (ur. 21 stycznia 1921 w Rokitnie, zm. 20 marca 1998) – naukowiec i organizator nauki, profesor doktor inżynier telekomunikacji, specjalista w dziedzinie teletransmisji.

## Życiorys
Józef Sałaciński maturę zrobił w 1939 roku w męskim liceum matematyczno-fizycznym w Bydgoszczy przy ul. Kopernika. W 1945 rozpoczął studia na Wydziale Elektrycznym Politechniki Gdańskiej (specjalność teletechnika), które ukończył w roku 1951. Już w latach 1948–1982 pracował w Politechnice Gdańskiej, kolejno jako asystent (1948-1953), adiunkt (1953-1957), zastępca profesora (1957-1961), starszy wykładowca (1961-1964) i profesor nadzwyczajny (1964-1982). W roku 1960 na tej samej uczelni uzyskał stopień doktora na podstawie pracy Teoria kabla koncentrycznego o izolacji polietylenowo-ferrytowej. Tytuł profesora nadzwyczajnego otrzymał w 1964 roku.
Po powstaniu Wydziału Łączności w 1952 roku pełnił funkcje: p.o. kierownika Katedry i Zakładu Teletransmisji Przewodowej (1956-1965), kierownika Katedry Teletransmisji (1966-1969), dyrektora Instytutu Technologii Elektronowej (1969-1971), kierownika Zakładu Teletransmisji (1972-1974), potem Zakładu Teleelektroniki (1974-1982). W ciągu jego lat pracy wydział zmieniał nazwy: 1952–1966 funkcjonował jako Wydział Łączności, w latach 1966–1996 jako Wydział Elektroniki.
W ramach działalności naukowej i dydaktycznej zajmował się konstrukcją i technologią urządzeń teletransmisyjnych oraz aparatury pomiarowo-kontrolnej dla potrzeb kontroli produkcji w przemyśle elektronicznym i teleelektronicznym. Stworzył w Politechnice Gdańskiej pionierski ośrodek badawczy z zakresu technologii sprzętu elektronicznego i teleelektronicznego oraz aparatury pomiarowo-kontrolnej. Bardzo istotne dla Wydziału Elektroniki było też sprawowanie w latach 1959–1968 funkcji przewodniczącego Senackiej Komisji Budżetowej i Lokalowej oraz funkcja Koordynatora budowy nowego budynku dla Wydziału Elektroniki. Projekt gmachu wykonano w 1961, budowę ukończono w pierwszym etapie w 1968, drugą część gmachu w 1972. W 1973 roku oddano dwa audytoria dla Wydziału Elektroniki.
W latach 1979–1982 był zastępcą dyrektora Instytutu Telekomunikacji i równolegle kierownikiem Studium podyplomowego w latach 1979–1980. Był dwukrotnie dziekanem Wydziału Elektroniki Politechniki Gdańskiej w latach 1966–1967 i 1971-1972. W latach 1967–1969 i 1971 był prorektorem Politechniki Gdańskiej ds. ogólnych. W latach 1971–1984 równolegle pracował na Uniwersytecie Technologiczno-Przyrodniczego im. Jana i Jędrzeja Śniadeckich w Bydgoszczy (do 1974 r. WSI, następnie ATR) jako profesor nadzwyczajny w Instytucie Telekomunikacji i Elektrotechniki. Józef Sałaciński w latach 1982–1984 był rektorem ATR w Bydgoszczy
W latach 1976–1982 pełnił funkcję pełnomocnika Rektora ds. współpracy ze szkołami wyższymi NRD. W 1989 r. otrzymał tytuł doktora honoris causa Uniwersytetu Technicznego w Dreźnie za zasługi położone na polu organizowania współpracy pomiędzy tą uczelnią a PG, a także wobec innych wyższych uczelni NRD – w Berlinie, Rostocku i Ilmenau. Otrzymanie doktora HC poprzedziło otrzymanie w 1980 roku medalu Wyższej szkoły Komunikacji w Dreźnie, której patronem był Friedrich List.
Jest autorem lub współautorem licznych publikacji naukowych – 38, w tym 2 książki. Otrzymał 38 patentów naukowych.
Prowadził ożywioną działalność w sferze organizacji i doskonalenia dydaktyki w szkolnictwie wyższym. Był przewodniczącym Rady Naukowej Przemysłowego Instytutu Elektroniki. Był również członkiem kilku podzespołów Rady Głównej Szkolnictwa Wyższego oraz kilku organizacji powołanych do współdziałania nauki i przemysłu. Przewodniczył wielokrotnie komisjom ministerialnym oceny wdrożeń nowych technologii w przemyśle w tym: w Komitecie Elektroniki i Telekomunikacji PAN, Komisji Głównej Elektroniki i Telekomunikacji, Komitecie Nauki i Techniki. Radzie Naukowej, Naukowo-Produkcyjnym Centrum Półprzewodników oraz był członkiem Polskiego Komitetu Współpracy z Alliance Francaise.
Otrzymał dwukrotnie nagrodę Przewodniczącego Komitetu Nauki i Techniki, dziewięciokrotnie nagrodę indywidualną Ministerstwa Szkolnictwa Wyższego, względnie Ministra Oświaty i Szkolnictwa Wyższego oraz nagrodę zespołową Ministra Przemysłu Maszynowego. Został odznaczony m.in. Złotym Krzyżem Zasługi, Krzyżem Kawalerskim i Oficerskim Orderu Odrodzenia Polski, Medalem Komisji Edukacji Narodowej oraz siedmioma medalami i odznakami honorowymi resortowymi. Otrzymał też tytuł honorowy „Zasłużony Nauczyciel PRL”.

## Życie prywatne
Ojcem Józefa Sałacińskiego był leśniczy Franciszka Kazimierza Sałacińskiego, jego matką była Stanisława z d. Zedniczek. Jego rodzina opuściła Rosję w 1922 podczas wysiedleń po utworzeniu ZSRR. Przesiedleńcy zamieszkali w leśniczówce w Brdyujściu (późniejsza dzielnica Bydgoszczy). Miał dwóch braci – Kazimierza i Zygmunta, inżyniera energetyka. Był bratem stryjecznym Zbigniewa Jana Sałacińskiego. Podczas wojny w 1939 r. był wywieziony na roboty do Niemiec, gdzie za część zarobionych pieniędzy kupował książki naukowe, dzięki którym rozpoczął samodzielnie studia. Z zawartego w 1949 roku małżeństwa z Hanną Krystyną z d. Hoffman mieli trzy córki: Ewę, Bożenę i Małgorzatę.
Zmarł 20 marca 1998 roku, pochowany został w Gdańsku.